# Heiligtum (Christentum)
Ein Heiligtum, auch Sanktuarium (lat. sanctuarium), ist im  Kirchenrecht der römisch-katholischen Kirche die Bezeichnung für einen Wallfahrtsort oder eine Wallfahrtskirche als Ziel von Wallfahrten und Pilgerreisen.
Auch für den Altarraum von Kirchen, für den Aufbewahrungsort eines Reliquienschreins oder aber den Schrein selbst findet sich die Bezeichnung Sanktuarium.

## Wallfahrtsort
Im Codex Iuris Canonici (CIC) von 1983 heißt es: „Unter Heiligtum versteht man eine Kirche oder einen anderen heiligen Ort, zu dem aus besonderem Frömmigkeitsgrund zahlreiche Gläubige mit Gutheißung des Ortsordinarius pilgern.“
Ein Heiligtum hat in der Kirche einen hohen Symbolwert als „Zeichen der heilbringenden Gegenwart des Herrn in der Geschichte und Ort der Rast, wo das Volk Gottes, das auf den Wegen dieser Welt unterwegs ist hin zur zukünftigen Stadt (vgl. Hebr 13,14 ), Kraft gewinnt, um seine Pilgerschaft fortzusetzen“. Es gilt als herausgehobener Ort der Seelsorge und Evangelisation, um „den Gläubigen reichlicher die Heilsmittel (Media salutis) anzubieten“ durch Verkündigung des Wortes Gottes, die beispielhafte Feier der Liturgie, Spendung und Empfang der Sakramente, vor allem der heiligen Messe und des Bußsakramentes, bei Krankenwallfahrten auch die gemeinschaftliche Feier der Krankensalbung,  sowie vielfältige Formen der Volksfrömmigkeit. Zudem können an Heiligtümern den Wallfahrern besondere Privilegien gewährt werden wie etwa die Erteilung eines Ablasses. Weitere Funktionen eines Heiligtums werden in seiner Bedeutung als „kulturelles Zentrum“ mit Studienkursen und Konferenzen, sakralen Aufführungen, Konzerten, Ausstellungen und künstlerischen Aktivitäten gesehen, ferner ausdrücklich auch als „Stätte ökumenischen Engagements“ mit Gebetstreffen zwischen Christen verschiedener Konfessionen.
Die kirchenaufsichtliche Zuständigkeit für die Heiligtümer ging nach einer Entscheidung von Papst Franziskus 2017 von der römischen Kongregation für den Gottesdienst und die Sakramentenordnung auf den Päpstlichen Rat zur Förderung der Neuevangelisierung über.
Sanktuarien werden nach can. 1231f. CIC noch einmal eingeteilt in:
- Internationale Heiligtümer (Sanctuarium internationale) mit Anerkennung durch den Heiligen Stuhl (keines im deutschen Sprachraum)
- Nationalheiligtümer (Sanctuarium nationale), für die eine Anerkennung durch die nationale Bischofskonferenz erforderlich ist (als einziges Heiligtum im deutschen Sprachraum verfügt die Basilika von Mariazell in Österreich über eine solche Anerkennung)[8]
- Diözesanheiligtümer (Sanctuarium dioecesane) mit Anerkennung durch den Ortsbischof

Kirchen wie das Heiligtum Unserer Lieben Frau vom Rosenkranz in Pompei gelten als diözesanes Heiligtum, auch wenn sie den Titel einer päpstlichen Basilika tragen. Auch die Bezeichnung Santuario maggiore („großes Heiligtum“) für eine Pilgerkirche wie etwa Maria Ss. delle Grazie in Gerace ist ein vom jeweiligen Ortsbischof verliehener Titel.
Teils werden traditionellerweise auch ganze Städte aufgrund der Vielzahl an heiligen Orten als „Heilige Stadt“ bezeichnet, etwa Rom oder Jerusalem. Letztere gilt auch Juden und Muslimen als „Heilige Stadt“. Im Fall von Palästina spricht man auch vom „Heiligen Land“.

## Marienheiligtum
Als Marienheiligtum oder Marienwallfahrtsort wird ein Wallfahrtsort oder eine Wallfahrtskirche bezeichnet, an dem die Mutter Jesu in besonderer Weise verehrt wird. Im Zentrum steht oft ein als Gnadenbild verehrtes Marienbildnis (wie in Neviges oder Altötting), bisweilen handelt es sich um den Gedenkort einer Marienerscheinung oder eines der Gottesmutter zugeschriebenen Wunders.
Überregional bekannte Marienwallfahrtsorte sind Altötting und Kevelaer in Deutschland, Mariazell in Österreich, Banneux in Belgien, Tschenstochau in Polen, Saragossa in Spanien, Guadalupe in Mexiko, Lourdes in Frankreich oder Fátima in Portugal. Das größte Marienheiligtum in Rom ist die Basilica Santa Maria Maggiore. Einer der ältesten Marienwallfahrtsorte in Deutschland ist Marienborn, wo 1191 ein Hospital für die Wallfahrer gegründet wurde.
Zu den päpstlich anerkannten internationalen Heiligtümern zählen die Basilika vom Heiligen Haus in Loreto (Italien) und die Dreifaltigkeitskirche am Marienwallfahrtsort Fátima (Portugal).

## „Urheiligtum“ in der Schönstattbewegung
In der Schönstattbewegung wird die Kapelle auf dem Gelände der Pallottinerniederlassung in Vallendar-Schönstatt als „Urheiligtum“ bezeichnet. Von der Kapelle mit dem Bild der Mater Ter Admirabilis („dreimal wunderbare Mutter“) aus wurde die Bewegung 1914 gegründet. Sie ist das bauliche Vorbild für rund 200 Schönstattkapellchen weltweit. 

## Kirchenarchitektur und Reliquienverehrung
In älteren kirchlichen Texten und im kunsthistorischen Sprachbrauch wurde der Raum um den Hauptaltar einer Kirche als Sanktuarium bezeichnet, da sich dort das Allerheiligste und Reliquien befanden. In den orthodoxen Kirchen ist das Abaton das Allerheiligste, das heißt, der mit Vorhängen umgebene Chorraum, den nur die Priester betreten dürfen.
Die in einer Kirche aufbewahrten Reliquien sowie die Reliquienschreine, in denen sie aufbewahrt und zur Verehrung dargeboten werden, können regional auch als „Heiligtümer“ bezeichnet werden. So finden im Raum Aachen – in Aachen, Kornelimünster, Maastricht und Mönchengladbach – im siebenjährigen Rhythmus „Heiligtumsfahrten“ statt, Wallfahrten zu den dort verehrten mittelalterlichen Reliquien.
Auch Bäume (z. B. in Maria Eich) oder Brunnen (z. B. Ulrichsbrunnen) können Zentrum eines Heiligtums sein.